# Cédric Jimenez
Cédric Jimenez (Marsella, 26 de juny de 1976) és un productor, director i guionista francès de cinema.
Jimenez és el director de l'adaptació de la novel·la de Laurent Binet, HHhH, amb els actors Jason Clarke, Rosamund Pike, Mia Wasikowska, Jack O'Connell i Jack Reynor, que es va començar a gravar a Praga i Budapest a principis d'agost del 2015.
Està casat amb la guionista i periodista Audrey Diwan, amb qui té dos fills.

## Filmografia
| Any  | Pel·lícula                                 | Tasca    | Tasca     | Tasca     | Notes |
| Any  | Pel·lícula                                 | Director | Guionista | Productor | Notes |
| ---- | ------------------------------------------ | -------- | --------- | --------- | --- |
| 2003 | Who's the Boss: Boss of Scandalz Strategyz | Sí       |           | Sí        | Documental |
| 2007 | Scorpion                                   |          | Sí        | Sí        | |
| 2007 | Eden Log                                   |          |           | Sí        | |
| 2011 | Bangkok Revenge                            |          |           | Sí        | |
| 2012 | Aux yeux de tous                           | Sí       | Sí        | Sí        | |
| 2014 | La French                                  | Sí       | Sí        |           | Sarasota Film Festival, premi de l'audiència pel millor cinema del món Nominat − Lumières Award pel millor guió |
| 2016 | HHhH                                       | Sí       | Sí        |           | |